# کوزاریتسا
کوزاریتسا (به لاتین: Kozarica) یک منطقهٔ مسکونی در کرواسی است که در Mljet واقع شده‌است. کوزاریتسا ۲۸ نفر جمعیت دارد.